# 王熙 (順治進士)
王熙（1628年—1703年），字子雍，一字胥廷，號慕齋，宛平王氏出身，順天府宛平縣（今北京市城區）人，清初大臣，官至少傅兼太子太傅、保和殿大學士兼禮部尚書，死後被追諡文靖，並在雍正八年（1730年）入祀賢良祠。其父為順治朝禮部尚書王崇簡。
順治四年（1647年）中式丁亥科三甲進士。選庶吉士，散館授檢討，累遷右春坊諭德。召直南苑。顺治十五年，擢禮部侍郎，兼翰林院掌院學士。顺治十八年，受命撰写遗诏。康熙时命专管密本，为汉臣与闻军机之始。累遷左都御史、工部尚書、兵部尚書。康熙二十一年，拜保和殿大學士，兼禮部尚書。康熙四十年，詔許致仕，晉少傅。

## 生平

### 自幼聰慧
王熙在崇禎元年七月八日（1628年8月7日），出生於京師順天府宛平縣（今北京市內城西南），從小就展現出聰穎的才智，到了五、六歲時，就已經誦讀《孝經》和《學庸》（即《大學》與《中庸》）這兩篇，其父親王崇簡為他講解時，只要有疑問王熙就會馬上提出，令周遭皆稱奇。
崇禎十五年（1642年），時年15歲的王熙通過童生試成為諸生，到了順治三年（1646年），時年19歲的王熙就於順天鄉試中舉，成為舉人，並在隔年，以弱冠之齡高中進士，為三甲第86名，賜同進士出身。

### 精通滿語
順治四年三月三十日（1647年5月4日），已經是進士的王熙受到當時的順天學政曹溶推薦，經過補選成為翰林院的庶吉士，並在其中學習滿語。到了順治六年四月十一日（1649年5月21日），22歲的王熙在散館後，被朝廷授予了從七品的內翰林國史院檢討的職位。
順治九年（1652年）春季，25歲的王熙以檢討之職成為這年壬辰科會試的考官之一，負責分校的工作。順治十年二月十九日（1653年3月18日），順治皇帝到翰林院進行滿文內院面試，其中第一等三人，被稱為「通曉文義」，為胡兆龍、李霨、莊冏生三人，而王熙則是第二等「可造者」的十二人之一。這都是因為王熙的語言天賦頗高，所翻譯的經書理解深入，在當時滿文翻譯者最優秀的了。而後順治帝召王熙到弘文院，並以滿文奏對，並對王熙的滿文水準大加褒賞，因此在這年的五月十八日（6月13日），26歲的王熙被升任為正六品的國子監司業。並且在之後順治皇帝又對閣臣們下諭，王熙既然已經是司業，恐怕會對滿文的學習荒廢，因此閣臣們可以傳諭給祭酒姑爾馬吽，要求他在國子監當中要以滿文與王熙對答，切勿讓王熙的滿文學習中斷，導致辜負了皇帝的厚待，而後皇帝又賞給王熙滿文版本的《洪武寶訓》和《三國志》這兩本書。
到了順治十年七月二十二日（1653年9月13日），剛升官三個月的王熙，馬上又被皇帝轉任為正七品的左春坊左中允兼內翰林祕書院編修。
順治十一年初（1654年），王熙被任命令翻譯書經，並且同時為滿學士講解文章。到了七月二十二日（9月2日），27歲的王熙被升任為從六品的司經局洗馬。兼內翰林國史院修撰。到了十月，順治帝召王熙入南苑，負責翻譯《勸善書》和《大學衍義》，有一天，順治突然前來，閱讀王熙翻譯的書，開心的下諭給閣臣們並稱讚良久，而後便命王熙長期值守南苑。
順治十二年正月二十六日（1655年3月3日），順治帝為了教化天下，因此想將歷代的經史記載。將諸如忠臣義士、孝子順孫、賢臣廉吏、貞婦烈女、和姦貪鄙詐、愚不肖等。將這些人物進行分別門類，編寫成書，以彰顯朝廷的法規和戒律。並將其命名為《順治大訓》。而王熙也被任命為14名纂修官之一。這年王熙還陪伴順治帝打獵，被賜乘御馬，到了這年翰林院科館選庶吉士，還讓王熙率領新科庶吉士人等到南苑引見給皇帝。
同一年的四月九日（5月14日），順治皇帝選擇日講官，最初並沒有王熙，是皇帝特別挑選，使其與麻勒吉、胡兆龍、李霨、折庫納、方懸成、曹本榮等6人一同擔任日講官的職務。到了五月一日（6月4日），28歲的王熙便被升任為從六品的右春坊右諭德，兼內翰林弘文院修撰。
順治十三年正月四日（1656年1月29日），順治帝下令編纂《孝經衍義》一書，下令內翰林弘文院大學士馮銓為總裁官，王熙則與馮溥、黃機、吳偉業、曹本榮、姜元衡、郭棻、宋之繩7人，一同擔任編纂官的職務。到了二月九日，29歲的王熙被升任為正六品的右春坊右庶子，兼內翰林弘文院侍講。

## 身后
諡文靖。雍正中，入祀贤良祠。纪晓岚《阅微草堂笔记》中称之“宛平相国”。《清史稿》有傳。

## 家族
父王崇簡，清禮部尚書。